# Be (album)
Pour les articles homonymes, voir BE.
Albums de Common
Electric Circus
(2002) Finding Forever
(2007)
Singles
1. The Food
Sortie : 8 octobre 2004
2. The Corner
Sortie : 1er mars 2005
3. Go!
Sortie : 14 juin 2005
4. Testify
Sortie : 27 septembre 2005
5. Faithful
Sortie : 8 octobre 2005

Be est le sixième album studio de Common, sorti le 24 mai 2005.
Après Electric Circus, son précédent album qui penchait vers l'electro et le rock, le rappeur revient aux sources du hip-hop et s'entoure principalement des producteurs J Dilla et Kanye West. L'album sort d'ailleurs conjointement sur le label de ce dernier, GOOD Music, et sur Geffen Records.
Be est le plus grand succès commercial de Common et s'écoule à 800 000 exemplaires aux États-Unis. Il est acclamé par la critique et est considéré comme un des meilleurs album rap des années 2000. En 2012, le magazine américain Complex l'a classé parmi les « 25 albums de la décennie passée méritant le statut de classique ».
En 2006, Common a remporté le BET Hip Hop Award du « parolier de l'année ». La même année, l'album a été nommé lors de la 48e cérémonie des Grammy Awards dans la catégorie « meilleur album rap » mais a perdu face à Late Registration de Kanye West.
Les singles The Corner (featuring Kanye West et The Last Poets), They Say (featuring Kanye West et John Legend) et Testify ont également reçu des nominations : le premier pour la « Meilleure prestation rap en groupe ou duo », le second pour la « meilleure collaboration rap/chant » et le dernier pour la « meilleure chanson rap ».
L'album a été certifié disque d'or par la Recording Industry Association of America (RIAA) le 14 juillet 2005.

## Liste des titres
| No  | Titre | Auteur | Contient un (des) sample(s) de | Durée |
| --- | --- | --- | --- | ----- |
| 1.  | Be (Produit par Kanye West)                                                                                                   | Lonnie Lynn, Kanye West, Caesar Frazier                                                                         | Mother Nature d'Albert Jones | 2:24  |
| 2.  | The Corner (featuring Kanye West et The Last Poets – Produit par Kanye West)                                                  | Lonnie Lynn, Kanye West, Abiodun Oyewole, Umar Bin Hassan, Leon Moore                                           | What It Is? des Temptations You Make the Sun Shine des Temprees | 3:45  |
| 3.  | Go! (featuring Kanye West et John Mayer – Produit par J Dilla et Kanye West)                                                  | Lonnie Lynn, Linda Lewis, John Mayer, Kanye West                                                                | Old Smokey de Linda Lewis Slow and Low des Beastie Boys Shimmy Shimmy Ya d'Ol' Dirty Bastard                                                                                     | 3:44  |
| 4.  | Faithful (featuring Bilal et John Legend – Produit par Kanye West)                                                            | Lonnie Lynn, Kanye West, Dewayne Julius Rogers                                                                  | Faithful to the End de DJ Rogers | 3:33  |
| 5.  | Testify (Produit par Kanye West)                                                                                              | Lonnie Lynn, Kanye West, Angelo Bond, General Johnson, Gregory Perry                                            | Innocent 'Til Proven Guilty d'Honey Cone | 2:36  |
| 6.  | Love Is... (featuring Luna E – Produit par J Dilla)                                                                           | Lonnie Lynn, James Yancey, Anne Gordy Gaye, Marvin Gaye, James Nyx, Elgie Stover                                | God Is Love de Marvin Gaye | 4:10  |
| 7.  | Chi-City (featuring Kanye West – Produit par Kanye West)                                                                      | Lonnie Lynn, Kanye West, Eddie Cornelius                                                                        | Since I Found My Baby des Cornelius Brothers & Sister Rose Upon This Rock de Joe Farrell Conant Gardens de Slum Village Breathe In, Breathe Out de Kanye West featuring Ludacris | 3:27  |
| 8.  | The Food (featuring Dave Chappelle et Kanye West – Produit par Kanye West)                                                    | Lonnie Lynn, Kanye West, Sam Cooke, Stanley McKenney, Eugene Record                                             | Guerrilla Monsoon Rap de Talib Kweli featuring Black Thought, Kanye West et Pharoahe Monch                                                                                       | 3:36  |
| 9.  | Real People (Produit par Kanye West)                                                                                          | Lonnie Lynn, Kanye West, Ceasar J. Frazier                                                                      | Sweet Children de Caesar Frazier | 2:48  |
| 10. | They Say (featuring John Legend et Kanye West – Produit par Kanye West)                                                       | Lonnie Lynn, Kanye West, John Stephens, Thom Bell, Linda Epstein                                                | Ghetto Child d'Ahmad Jamal Papa de Stanley Turrentine | 3:57  |
| 11. | It's Your World (Part 1 & 2) (featuring Bilal et Lonnie « Pops » Lynn – Produit par J Dilla, James Poyser et Karriem Riggins) | Lonnie Lynn, James Yancey, James Poyser, Karriem Riggins, Lonnie « Pops » Lynn, Robert Curington, Willie Lestor | Share What You Got, Keep What You Need des Modulations | 8:34  |

## Morceaux non utilisés
- My Way Home (produit par Kanye West), qui apparaît finalement sur le deuxième album de Kanye West, Late Registration.
- So Cool (produit par Sa-Ra)

## Classements

### Album
| Année | Album | Position      | Position               | Position          |
| Année | Album | Billboard 200 | Top R&B/Hip-Hop Albums | Top Albums Canada |
| 2005  | Be    | 2e            | 1er                    | 10e               |
| 2006  | Be    |               | 1er                    |                   |

### Singles
| Année | Single     | Chart                              | Position |
| ----- | ---------- | ---------------------------------- | -------- |
| 2005  | Go!        | Hot R&B/Hip-Hop Singles and Tracks | 31e      |
| 2005  | Go!        | Hot R&B/Hip-Hop Singles and Tracks | 46e      |
| 2005  | Go!        | Hot Rap Tracks                     | 21e      |
| 2005  | Go!        | Billboard Hot 100                  | 79e      |
| 2005  | Go!        | Hot R&B/Hip-Hop Singles and Tracks | 68e      |
| 2005  | Testify    | Hot R&B/Hip-Hop Singles and Tracks | 44e      |
| 2005  | The Corner | Hot R&B/Hip-Hop Singles and Tracks | 42e      |
| 2005  | The Corner | Hot R&B/Hip-Hop Singles and Tracks | 64e      |